# Mark Felton
Mark Felton é um historiador britânico da segunda guerra mundial nascido em 1974. É autor de mais de vinte livros, notório por aparências em séries de televisão e por adaptações de seus trabalhos para documentários, além de seu canal no YouTube.

## Carreira
Felton nasceu em Colchester, Essex e estudou na Philip Morant School and College, possuindo PhD pela Universidade de Essex.
Trabalhou como professor em Shanghai entre 2005 e 2014. Trabalhou também na Royal British Legion. A partir de um pedido do então primeiro-ministro da Inglaterra David Cameron, assessorou o consulado britânico na identificação de túmulos de soldados britânicos mortos pelos japoneses em conflito em 1937, e recebeu a honraria Royal British Legion Certificate of Appreciation.
Fleton apareceu como expert em história militar na série de televisão Combat Trains do The History Channel, no Top Tens of Warfare (Quest TV), e Evolution of Evil (American Heroes Channel). Seu livro Zero Night, sobre uma fuga de um campo de concentração alemão, recebeu atenção da mídia e da crítica especializada, e foi assunto do documentário da BBC Radio Three Minutes of Mayhem. Há planos para um longa-metragem de Zero Night.
Em 2016, seu livro Castle of the Eagles: Escape from Mussolini's Colditz, foi adaptado para um longa-metragem da Entertainment One. Em 2017, iniciou um canal no YouTube, Mark Felton Productions, sobre a segunda-guerra mundial. Em janeiro de 2021, seu canal possuía mais de um milhão de inscritos. Felton inicou em 2019 um segundo canal de audiobooks.